# Ostrovačice
Ostrovačice település Csehországban, a Brno-vidéki járásban. Ostrovačice Říčany, Popůvky, Rosice, Brno, Veverské Knínice és Omice településekkel határos. Lakosainak száma 888 fő (2024. január 1.).

## Népesség
A település lakosságának változását az alábbi diagram mutatja:
| Lakosok száma | 639  | 624  | 693  | 642  | 581  | 575  | 710  | 699  | 790  | 888  |
|               | 1869 | 1890 | 1921 | 1950 | 1980 | 2001 | 2017 | 2019 | 2022 | 2024 |